# شركة إيميدرو
شركة تطوير وتجديد المناجم والصناعات الإيرانية ، والمعروفة باسم إيميدرو ، هي شركة قابضة مملوكة للدولة تعمل في قطاع التعدين في إيران . لدى إيميدرو 8 شركات رئيسية و 55 شركة فرعية عاملة نشطة في مجالات استغلال الفولاذ والألمنيوم والنحاس والأسمنت والمعادن. 
في عام 2002 كان لدى إيميدرو والشركات التابعة لها 49.3 ألف موظف بإجمالي قيمة أصول 33.5 ألف مليار ريال .  في عام 2002 ، قدرت قيمة المبيعات السنوية للشركات التابعة لـها بنحو 3.23 ألف مليار ريال، وصادراتها بمبلغ 448 مليون دولار في عام 2002. 

## الشركات التابعة الرئيسية
- شركة المهدي للألمنيوم
- شركة احداس سانات (ESC) - شركة اسمنت
- شركة أصفهان للحديد (إسكو)
- شركة الألمنيوم الإيرانية (IRALCO)
- شركة إنتاج وتوريد المعادن الإيرانية (إمباسكو)
- شركة خوزستان للصلب (ش.م.ك)
- شركة مباركة للحديد (MSC)
- الشركة الوطنية الإيرانية للصناعات النحاسية (NICICO) [4]
- الشركة الوطنية الإيرانية للصلب (نيسكو)
- وزارة الصناعة والمعادن معهد التدريب والبحوث (ITR)
- المنطقة الخاصة للتعدين والصناعات المعدنية في الخليج العربي (PGSEZ)

## روابط خارجية
- IMIDRO
- مناجم ومعادن الخليج الفارسي
- تاريخ IMIDRO